# Primul în Moldova
Primul în Moldova este un post de televiziune din Republica Moldova, înființat în 2019 de compania Telesistem, care administrează și Accent TV.